# Erland Stålberg
Erland Stålberg, född 1962 i Lund, är en svensk konstnär.
Stålberg växte upp i det värmländska Torsby och sökte sig till Kyrkeruds folkhögskola för grundläggande utbildning i konst 1984-1986, han fortsatte sedan vid Hovedskous målarskola 1987-1988 och Konsthögskolan Valand från 1995. Han stäkllde ut separat första gången på  Heidruns bild och bokcafé i Torsby 1992. Han har medverkat i samlingsutställningarna X-värmlänningar i Torsby och Arvika Konsthall, GUD II på Sinocco i Göteborg, Rockens bilder på Göteborgs konstmuseum och med Värmlands konstförenings Höstsalong  på Värmlands museum. 